# I Can’t Go On

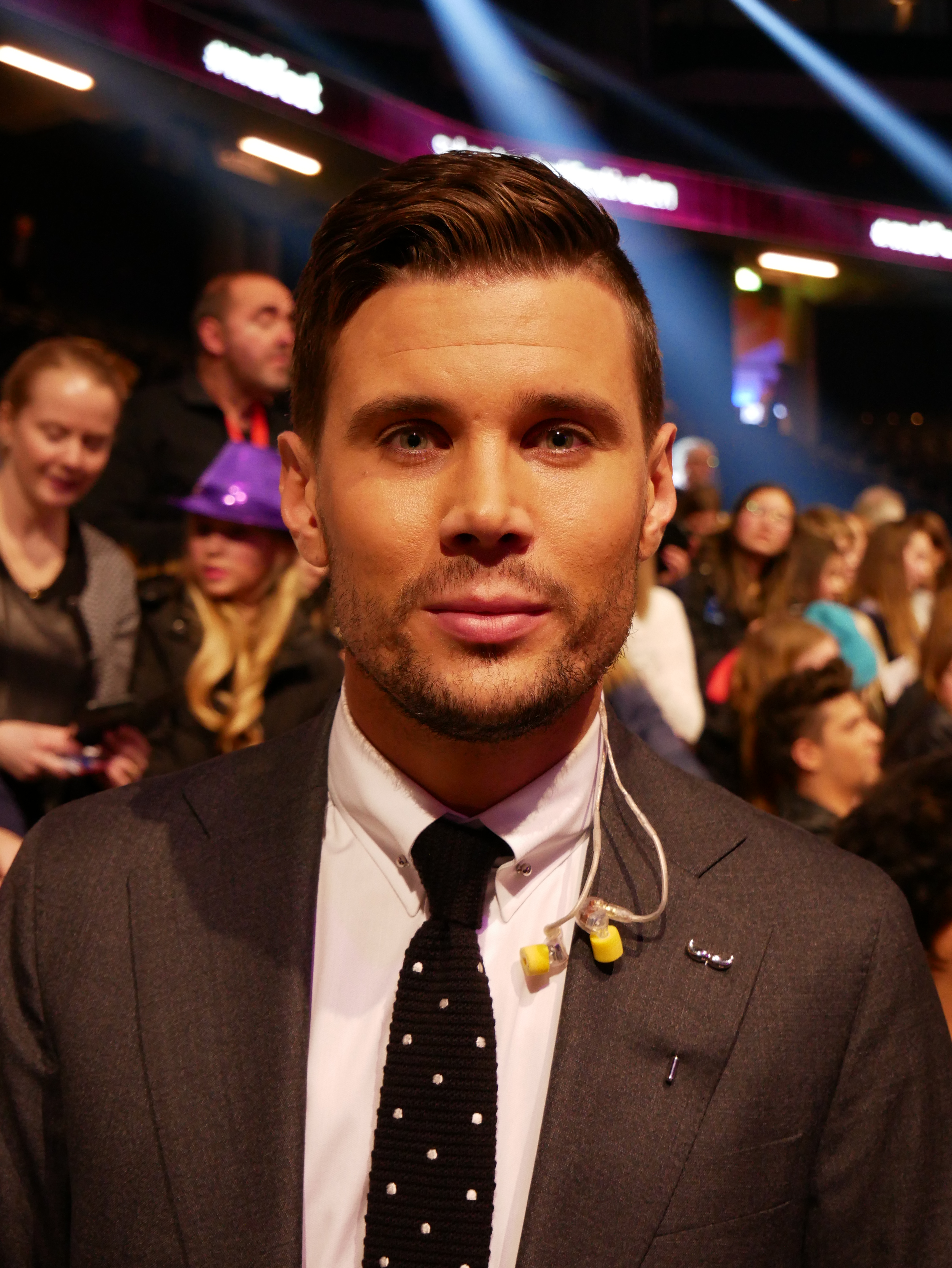
Robin Bengtsson

I Can’t Go On (Englisch für Ich kann nicht mehr weiter machen) ist ein Lied des schwedischen Sängers Robin Bengtsson. Er vertrat Schweden mit diesem Lied beim Eurovision Song Contest 2017 in Kiew (Ukraine), nachdem er den schwedischen Vorentscheid Melodifestivalen 2017 am 11. März 2017 gewonnen hatte.

## Hintergrund
I Can’t Go On wurde von David Kreuger, Hamed „K-One“ Pirouzpanah und Robin Stjernberg geschrieben und produziert. David Kreuger und Hamed „K-One“ Pirouzpanah waren schon 2014 als Komponist des schwedischen Titels Undo involviert. Robin Stjernberg komponierte den schwedischen Titel You, mit dem er Schweden beim Eurovision Song Contest 2013 in Malmö vertrat.
Am 30. November 2016 wurde Robin Bengtsson als einer der insgesamt 26 Kandidaten des Melodifestivalen 2017 bekanntgegeben. Er qualifizierte sich im dritten Halbfinale direkt für das Finale am 11. März 2017 in Stockholm. Im Finale in der Friends Arena gewann er die Juryabstimmung mit 96 Punkten. Im Televoting erreichte den dritten Platz und gewann das Melodifestivalen 2017 mit 146 Punkten vor dem Sänger Nano, der mit 133 Punkten den zweiten Platz in der Gesamtwertung erreichte.
Robin Bengtsson hat Schweden beim Eurovision Song Contest 2017 in Kiew (Ukraine) vertreten. Er ist im ersten Halbfinale mit der Startnummer eins angetreten. Im Finale erreichte Robin Bengtsson den fünften Platz mit 344 Punkten.

## Komposition
I Can’t Go On hat einen für Popmusik typischen Aufbau: Auf die erste Strophe folgt der Refrain, daraufhin folgt die zweite Strophe, dann erneut der Refrain. Nach dem zweiten Refrain setzen die Bridge mit einem Klavierintermezzo und der letzte Refrain ein, der einige Variationen beinhaltet. Das Lied besitzt elektronische Elemente, wesentliches rhythmisches Merkmal ist ein Klatsch-Kastagnetten-Schnipsen, das später von einem Drum-Geräusch übertönt wird. Der Aufbau bis zum ersten Refrain ist von vielen Text-Wiederholungen geprägt, die eigentlichen Strophen sind dabei sehr kurz.

## Chartplatzierungen
| ChartsChartplatzierungen | Höchstplatzierung | Wochen |
| ------------------------ | ----------------- | ------ |
| Schweden (GLF)           | 3 (17 Wo.)        | 17     |
| Schweiz (IFPI)           | 83 (1 Wo.)        | 1      |